# Federal Man-Hunt
Pour plus de détails, voir Fiche technique et Distribution.
Federal Man-Hunt est un film américain réalisé par Nick Grinde, sorti en 1938, avec Robert Livingston, June Travis, John Gallaudet, Ben Welden (en), Horace McMahon et Charles Halton dans les rôles principaux.

## Synopsis
Le criminel Pete Rennick (John Gallaudet) s'échappe de prison. Le détective privé Bill Hasford (Robert Livingston) découvre le criminel au détour d'une enquête sur une affaire de racket et entame l'affaire la plus importante de sa carrière.

## Fiche technique
- Titre original : Federal Man-Hunt
- Réalisation : Nick Grinde
- Assistant réalisateur : George Blair
- Scénario : Maxwell Shane d'après une histoire originale de William Lively et Samuel Fuller
- Photographie : Ernest Miller
- Montage : Edward Mann et Murray Seldeen (en)
- Musique : Cy Feuer (en) et Victor Young
- Direction artistique : John Victor Mackay (en)
- Producteur : Armand Schaefer
- Société de production : Republic Pictures
- Société de distribution : Republic Pictures
- Pays d'origine : États-Unis
- Langue originale : anglais
- Format : Noir et blanc - 1,37:1 - Mono
- Genre : Film policier
- Durée : 64 minutes
- Date de sortie : États-Unis : 26 décembre 1938

## Distribution
- Robert Livingston : Bill Hasford
- June Travis : Anne Lawrence
- John Gallaudet : Pete Rennick
- Charles Halton : Damon Lauber
- Ben Welden (en) : Goldie
- Horace McMahon : Snuffy Deegan
- Gene Morgan : Hawlings
- Matt McHugh (en) : Archie Kilgore
- Jerry Tucker (en) : Sylvester Scoop Banning
- Sibyl Harris : Mrs. Banning
- Margaret Mann : Mrs. Ganter
- Frank Conklin : Mr. Beeber
- Gene Pearson : Joe Hawlings

Et, parmi les acteurs non crédités :
- Kid Chissell (en)
- John Dilson (en)
- Mary Field
- Edward Peil Sr.
- Hal Price (en)
- Dick Rush (en)
- Lee Shumway
- Charles Sullivan (en)
- Ferris Taylor (en)